# Amphitrite ventilabrum
Amphitrite ventilabrum är en ringmaskart som beskrevs av Gmelin in Linnaeus 1788. Amphitrite ventilabrum ingår i släktet Amphitrite och familjen Terebellidae. Inga underarter finns listade i Catalogue of Life.